# Élections régionales de 2014 en Calabre
Les élections régionales de 2014 en Calabre (en italien : Elezioni regionali in Calabria del 2014) ont eu lieu le 23 novembre 2014 afin d'élire le président et les 29 autres membres de la Xe législature du conseil régional de Calabre pour un mandat de 5 ans.

## Système électoral
La Calabre est une région italienne à statut simple. 
Le conseil régional ainsi que son président sont élus simultanément pour cinq ans au suffrage universel direct. Les 30 conseillers sont élus au scrutin proportionnel plurinominal avec listes ouvertes, vote préférentiel et seuil électoral de 8 %, tandis que le président est élu au scrutin uninominal majoritaire à un tour. Ce dernier se présente obligatoirement en tant que candidat d'une liste en lice pour le conseil régional, ce qui interdit de fait les candidatures sans étiquettes.
La liste du président élu reçoit d'emblée une prime majoritaire portant sa part des sièges à un minimum 55 % du total. Les sièges sont ensuite repartis à la proportionnelle aux différentes listes ayant franchi le seuil électoral, et à leurs candidats en fonction des votes préférentiels qu'ils ont recueillis. Le seuil de 8 % est abaissé à 4 % pour les listes se présentant au sein d'une coalition ayant elle-même franchie le seuil initial. Par ailleurs, le président élu devient de droit membre du conseil, ce qui porte le total de conseillers à 31.

### Modalités
L'électeur vote sur un même bulletin pour un candidat à la présidence et pour la liste d'un parti. Il a la possibilité d'exprimer ce vote de plusieurs façons.
- Soit voter pour une liste, auquel cas son vote s'ajoute également à ceux pour le candidat à la présidence soutenu par la liste. Il a également la possibilité d'exprimer un vote préférentiel pour deux candidats de son choix sur la liste en écrivant leurs noms. Il ne doit dans ce cas pas écrire les noms de deux candidats de même sexe, ni un seul nom.

- Soit ne voter que pour un candidat à la présidence, auquel cas son vote n'est pas étendu à sa liste.

- Soit préciser son vote pour un candidat et pour une liste. Cette dernière doit cependant obligatoirement faire partie de celles soutenant le candidat choisi.

### Répartition des sièges
| Provinces              | Circ.                  | Sièges | +/- |  |
| Cosenza                | Nord                   | 11     | 6   |  |
| Catanzaro              | Centre                 | 10     | 8   |  |
| Crotone                | Centre                 | 10     | 8   |  |
| Vibo Valentia          | Centre                 | 10     | 8   |  |
| Reggio de Calabre      | Sud                    | 9      | 4   |  |
| Président de la région | Président de la région | 1      | 1   |  |
| Total                  | Total                  | 31     | 19  |  |

## Résultats
|                        |                        |            |            |            |                                                   |                            |         |         |         |               |               |       |
| Présidence             | Présidence             | Présidence | Présidence | Présidence | Conseil                                           | Conseil                    | Conseil | Conseil | Conseil | Conseil       | Conseil       | Total |
| Candidats              | Candidats              | Votes      | %          | Élus       | Partis                                            | Partis                     | Votes   | %       | +/-     | Sièges        | +/-           | Total |
|                        | Mario Oliverio (PD)    | 490 229    | 61,41      | 1          |                                                   | Parti démocrate (PD)       | 185 209 | 23,67   | 7,92    | 9             | 1             |       |
|                        | Mario Oliverio (PD)    | 490 229    | 61,41      | 1          | Oliverio pour la présidence                       | 97 618                     | 12,48   | Nv.     | 5       | 5             |               |       |
|                        | Mario Oliverio (PD)    | 490 229    | 61,41      | 1          | Démocrates progressistes                          | 56 928                     | 7,28    | Nv.     | 3       | 3             |               |       |
|                        | Mario Oliverio (PD)    | 490 229    | 61,41      | 1          | Calabre en Réseau (av. ApI, AS, DKR, Mod. et PRI) | 40 763                     | 5,21    | Nv.     | 1       | 1             |               |       |
|                        | Mario Oliverio (PD)    | 490 229    | 61,41      | 1          | La Gauche (av. SEL, IdV et PCd'I)                 | 34 120                     | 4,36    | 1,02    | 1       | 2             |               |       |
|                        | Mario Oliverio (PD)    | 490 229    | 61,41      | 1          | Autonomie et Droits                               | 29 312                     | 3,75    | 3,24    | –       | 4             |               |       |
|                        | Mario Oliverio (PD)    | 490 229    | 61,41      | 1          | Centre démocrate (CD)                             | 26 831                     | 3,43    | Nv.     | –       | en stagnation |               |       |
|                        | Mario Oliverio (PD)    | 490 229    | 61,41      | 1          | Nouveau CDU                                       | 12 007                     | 1,53    | Nv.     | –       | en stagnation |               |       |
| Total Centre-gauche    | Total Centre-gauche    | 490 229    | 61,41      | 1          | 482 788                                           | 61,71                      | 26,89   | 19      | 3       | 20            |               |       |
|                        | Wanda Ferro (FI)       | 188 288    | 23,59      | –          |                                                   | Forza Italia (FI)          | 96 066  | 12,28   | 14,11   | 5             | 10            |       |
|                        | Wanda Ferro (FI)       | 188 288    | 23,59      | –          | Maison des libertés                               | 67 189                     | 8,59    | Nv.     | 3       | 3             |               |       |
|                        | Wanda Ferro (FI)       | 188 288    | 23,59      | –          | Frères d'Italie (FdI)                             | 19 353                     | 2,47    | Nv.     | –       | en stagnation |               |       |
| Total Centre-droit     | Total Centre-droit     | 188 288    | 23,59      | –          | 182 608                                           | 23,34                      | 34,23   | 8       | 21      | 8             |               |       |
|                        | Nico D'Ascola (NCD)    | 69 521     | 8,71       | –          |                                                   | Nouveau Centre-droit (NCD) | 47 574  | 6,08    | Nv.     | 3             | 3             |       |
|                        | Nico D'Ascola (NCD)    | 69 521     | 8,71       | –          | Union de centre (UdC)                             | 21 020                     | 2,69    | 6,75    | –       | 6             |               |       |
| Total Area Popolare    | Total Area Popolare    | 69 521     | 8,71       | –          | 68 594                                            | 8,77                       | Nv.     | 3       | 3       | 3             |               |       |
|                        | Cono Cantelmi          | 39 658     | 4,97       | –          |                                                   | Mouvement 5 étoiles (M5S)  | 38 345  | 4,90    | Nv.     | 0             | en stagnation | 0     |
|                        | Domenico Gattuso       | 10 567     | 1,32       | –          |                                                   | L'autre Calabre (avec PRC) | 10 062  | 1,29    | Nv.     | 0             | en stagnation | 0     |
|                        |                        |            |            |            |                                                   |                            |         |         |         |               |               |       |
| Votes valides          | Votes valides          | 798 263    | 95,43      |            |                                                   |                            |         |         |         |               |               |       |
| Votes blancs et nuls   | Votes blancs et nuls   | 38 268     | 4,57       |            |                                                   |                            |         |         |         |               |               |       |
| Total candidats        | Total candidats        | 836 531    | 100        | 1          | Total partis                                      | Total partis               | 782 397 | 100     | -       | 30            | 18            | 31    |
| Abstentions            | Abstentions            | 1 061 198  | 55,92      |            |                                                   |                            |         |         |         |               |               |       |
| Inscrits/participation | Inscrits/participation | 3 616 191  | 44,08      |            |                                                   |                            |         |         |         |               |               |       |